# Кекс
Кекс је врста малог, печеног колача. Обично се прави од брашна, шећера и неке врсте уља или масти. Такође, може да садржи и остале састојке као што су суво грожђе, овас, орашасти плодови, чоколадне мрвице итд.
Кекс се може производити масовно у великим фабрикама, у пекарама или може бити домаћи. Често се сервирају уз млеко, чај или кафу. Фабрички направљени кекси се продају у продавницама, супермаркетима и апаратима за слаткише, а свеже направљени у пекарама и кафићима.

## Опис
Кекси се најчешће пеку док не постану хрскави или само онолико дуго колико је потребно да се испеку, а остану мекани, мада неке уопште није потребно пећи. Поред основних састојака могу им се додавати шећер, зачини, чоколада, путер, путер од кикирикија, орашасти плодови или сушено воће. Мекоћа може зависити од дужине печења.
Вода не игра велику улогу у прављењу кекса. Уместо тога, користи се нека врста масноће, обично у облику путера. Уља испаравају на много већој температури од воде.
Колачи направљени са путером и јајима уместо воде имају много гушћу структуру када се изваде из рерне од оних који су прављени уз помоћ воде.

## Историја
Кекс је био познат од кад се знало за печење, јер су били врло погодни за путовања. Међутим, није био довољно заслађен да би се сматрао кексом по данашњим стандардима. 
Порекло кекса потиче још из Персије у седмом веку, након што је шећер постао уобичајен у том региону. Проширио се Европом током исламског опседања Шпаније. У четрнаестом веку, био је популаран у свим европским друштвеним слојевима. 
Због многих путовања, кекс је постао главна путна посластица. 
Најстарији познат кекс се звао џамбл који је тврд и већински направљен од заслађивача, воде и орашастих плодова. Данашњи кекс од путера и шећера није био познат до 18. века.

## Класификација
- Бар кекс - састоји се од путера или других састојака који се сипају у тигањ или се исеку на мање комаде након вађења из рерне. Један од напознатијих примера је брауни.
- Дроп кекс - прављен од релативно меког теста, које је кашиком стављено на подлогу за печење. То тесто се после рашири и спољшти. У овог категорији су познати овсени кексићи.[3]
- Пуњени кекс - прави се од теста које се пре печења пуни воћем или неким другим пуњењем.
- Обликовани кекс - прави се од теста које се пре стављања у рерну обично обликује у лоптаст облик, као и у разне друге облике.
- Кекс који се не пече - прави се од житарица или орашастих плодова, помешаних са топљеном чоколадом или неким другим топљеним заслађивачем. На крају се оставља да се стврдне на собној температури, или у фрижидер.
- Пресовани кекс - прави се од меког теста обликованог пресом за колаче. Након обликовања овај кекс се пече.
- Кекс из фрижидера - пре печења се хлади у фрижидеру. Сече се и тек онда ставља у рерну.
- Роловани кекс - прави се од теста које се пре печења обликује посебним модлама за колаче.
- Сендвич кекс - кекс у облику сендвича пуњен разним врстама фила, обично маршмелоу-ом, глазуром или џемом. Један од најпознатијих кекса ове врсте је Орео, филован глазуром од ваниле.
- Вегански кекс - прави се од брашна, шећера и млека и масти биљног порекла.